# Alfred Walter Glogg
Alfred Walter Glogg (* 30. November 1896 in Dietikon; † 17. August 1953 in St. Moritz; heimatberechtigt in Horgen) war ein Schweizer Journalist. Er wurde 1936 erster Generaldirektor der Schweizerischen Rundspruchgesellschaft (SRG).

## Leben
Alfred Walter Glogg war der Sohn von Alfred und Emma Glogg. Er studierte an den Universitäten Zürich und Genf. Nach dem Patent als Sekundarlehrer trat er 1920 in die Lokalredaktion der Neuen Zürcher Zeitung ein. Klara Schoop wurde seine Ehefrau.
Glogg hatte im August 1924 die Radiogenossenschaft Zürich mitgegründet. Nach der Neuorganisation der Schweizerischen Rundspruchgesellschaft (SRG) wurde Glogg 1936 zum Generaldirektor gewählt. Seine Aufgabe war es, die aus sechs Regionalgesellschaften zusammengewachsene SRG stärker zu zentralisieren und in eine professionelle, nationale Organisation zu überführen. Während des Zweiten Weltkriegs musste er den Druck von aussen auf die staatlich kontrollierte Anstalt abfedern und den Anforderungen von innen gerecht werden. Zudem stand er von 1941 bis 1946 als Generaldirektor der Union Internationale de Radiodiffusion (UIR/IBU) vor.
Alfred W. Glogg trat 1950 von seinem Amt bei der SRG zurück. Kompetenzstreitigkeiten innerhalb der Generaldirektion, zwischen der SRG und den Landessendern sowie mit den für sendetechnische Belange zuständigen Post-, Telefon- und Telegrafenbetrieben (PTT) hatten seine Wirkungsmöglichkeiten stark eingeschränkt.

## Vortrag
- Radio und Fremdenverkehrswerbung. Schweizerischer Rundspruchdienst, Serie Nr. 2451, Bern 1942.

## Belege
1. ↑  Suzanne Lommers: Europe – On Air. Interwar Projects for Radio Broadcasting. Amsterdam 2012, S. 231.
2. ↑  siehe Eintrag Alfred Walter Glogg in der Datenbank Dodis der Diplomatischen Dokumente der Schweiz, abgerufen am 2. März 2022.

| Personendaten    | Personendaten           |
| ---------------- | ----------------------- |
| NAME             | Glogg, Alfred Walter    |
| ALTERNATIVNAMEN  | Glogg, Alfred W.        |
| KURZBESCHREIBUNG | Schweizer Medienmanager |
| GEBURTSDATUM     | 30. November 1896       |
| GEBURTSORT       | Dietikon, Schweiz       |
| STERBEDATUM      | 17. August 1953         |
| STERBEORT        | St. Moritz, Schweiz     |